# OMON (Biélorussie)
Pour l’article ayant un titre homophone, voir aumône.
OMON (russe : Отряд милиции особого назначения, Otriad Militsii Ossoboho Naznatchenïa, « Détachement de la Militsia à vocation particulière ») ou AMAP (biélorusse : Атрад міліцыі асобага прызначэння, Atrad Militsii Assobaga Pryznatchenia, « Détachement de la Militsia à vocation particulière ») est une force policière biélorusse, branche du Ministère de l'Intérieur.
L'OMON fait partie du service de patrouille du Ministère de l'Intérieur et est considéré comme la police antiémeute de Biélorussie.[réf. nécessaire] Les membres de l'OMON portent des cagoules pour garder leur identité secrète afin d'éviter l'intimidation dans la vie privée.

## Histoire

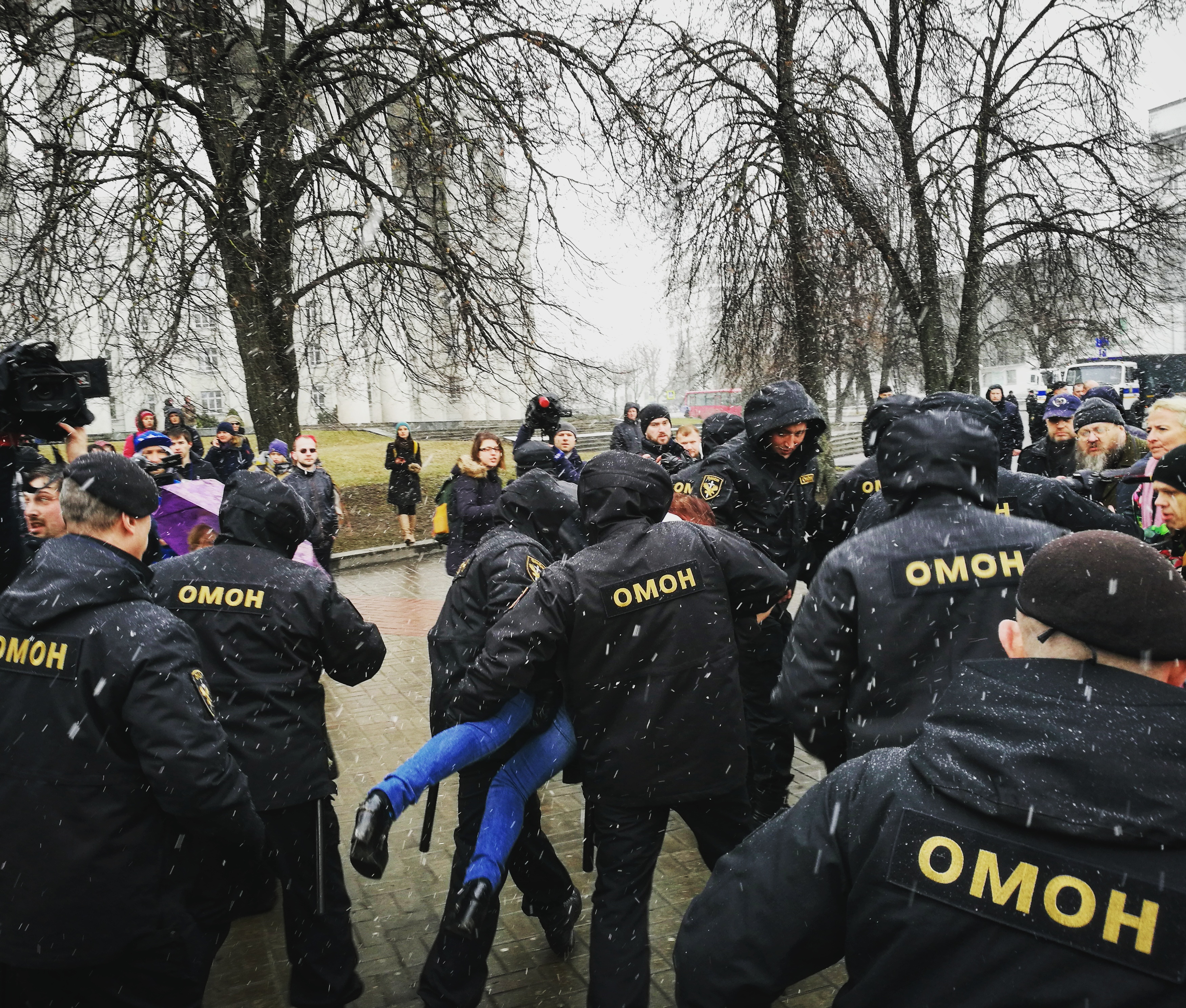
L'OMON lors d'un rassemblement de la Journée de la liberté.

Le 4 octobre 1988, par arrêté du ministère de l'Intérieur de l'URSS, les 19 premières unités spéciales de police ont été créées sur le territoire de l'Union soviétique. Fin novembre 1988, le comité exécutif de la ville de Minsk a ordonné la création du premier OMON de Minsk,.
Après l'effondrement de l'URSS, l'OMON est restée sous la juridiction du Ministère de l'Intérieur biélorusse sous la subordination de la Direction principale des affaires intérieures. Le colonel Vladimir Artyomov a été nommé premier commandant de l'unité.
Par la suite, des subdivisions similaires ont été créées dans tous les centres régionaux de la Biélorussie, en utilisant l'orthographe biélorusse AMAP et l'orthographe russe OMON.

## Opérations connues

### Révolution en jean
Le 24 mars 2006, l'OMON a pris d'assaut le camp de tentes de l'opposition sur la place d'Octobre, mettant fin violemment à la révolution pacifique du jean contre le président Alexandre Loukachenko. Des milliers de personnes ont été battues et des centaines ont été arrêtées, dont le candidat de l'opposition à la présidence, Alexandre Kazouline.

### Manifestations de 2020
L'OMON, avec les troupes internes et la force spéciale d'élite anti-terroriste "Almaz" ont participé à la répression des manifestations de 2020 à Minsk. Ils ont utilisé des canons à eau et des balles en caoutchouc lors des grands rassemblements. Les escouades OMON ont également réquisitionné des ambulances et des fourgonnettes pour tromper les manifestants en leur faisant passer les barricades créées,.
Human Rights Watch a documenté plusieurs cas de mauvais traitements par les forces spéciales de l'OMON au cours de cette période. Par exemple, un journaliste de Hrodna, âgé de 29 ans, s'est fait casser les deux poignets par un membre de l'OMON. Plusieurs personnes arrêtées ont déclaré avoir été contraintes de s'allonger les unes sur les autres, sous les ordres de l'OMON. Ils ont été battus et humiliés. Sept hommes et deux femmes détenus ont déclaré avoir été menacés de viol alors qu'ils étaient transportés dans les fourgons de l'OMON. Un homme de 30 ans a rapporté avoir été violé avec une matraque par un officier supérieur de l'OMON.